# Ave Maria (Bach-Gounod)
L'Ave Maria di Bach-Gounod è una celebre composizione sul testo in lingua latina dell'Ave Maria.
La melodia del canto è stata scritta dal compositore francese Charles Gounod nel 1859, che la pensò  sovrapposta al Preludio n. 1 in do maggiore dal I Libro del  Clavicembalo ben temperato (BWV 846), composto da J.S. Bach circa 137 anni prima (Gounod aggiunse una battuta in un cambio di armonia del preludio).
La prima esecuzione di questo brano avvenne il 24 maggio 1859 al Théâtre-Lyrique di Parigi. Quest'opera nacque come pezzo per orchestra e perciò esistono arrangiamenti per molti strumenti musicali: fra questi il più famoso è il violino ma ci sono anche arrangiamenti per chitarra, quartetto d'archi, pianoforte, violoncello ed anche trombone, nonché per voce.
Accanto all'Ave Maria di Schubert e Offenbach, l'Ave Maria di Bach/Gounod viene spesso eseguita nelle chiese cattoliche in occasione dei matrimoni. Viene spesso incisa da cantanti pop e d'opera, oltre che da cori.